# 正利
正利（まさとし、生年は1477年から1498年の間）は、美濃坂倉（現在の岐阜県加茂郡坂祝町酒倉）を中心に活動した坂倉関派の刀工。およびその一派の名、その刀の名。良業物。
初代正利は楠木正成子孫伊勢楠木氏第5代当主川俣正充の次男であり、千子派（村正派）の正重の親族、弟子。

## 概要
良業物に位列される。
藤代義雄の評価では末古刀中上作。
作風は「直刃又は五ノ目尖刃崩れる」、全体として末関物の典型だが、銘の「正」が村正に酷似している。
坂倉関に分類されるが、「正」字から村正の一派との強い関係が指摘されてきた。事実、伊勢楠木氏の家系図『全休庵楠系図』では、第5代当主の川俣正充の次男とされ、千子派の三代正重（伊勢楠木氏としては第4代当主）から見て系図上の孫にあたる（正充は伊勢楠木氏の傍系だが三代正重の養子になった）。弟は第6代当主楠木正忠、甥は石山合戦で顕如の客将となり討死した第7代当主楠木正具。この家系図には、「住勢州鹿伏兎、為正重弟子、矢根鍛冶」とあり、どの代の正重かは不明だが正重門下であったことがわかる。
勢州鹿伏兎は現在の三重県亀山市加太市場の辺り。矢根とは矢尻のことで、矢尻鍛冶は刀工が兼任することもあり、備中貞次や豊後行平などは矢根鍛冶としても名工で知られる。
なお、一般の刀剣書では、同じ坂倉関の正吉（永正＝1504-1521ごろに活躍）の子とするものが多く、他に正広の子、兼年の子、蜂屋正次の弟子とするなどの説がある。
正吉も「正」の字が村正とほぼ同じであるから、実際に何らかの関わりがあったことが推察される。
正利の活動時期は永正（1504-1521年）、享禄（1528-1532年）、弘治（1555-1558年）の頃とされる。
かなり遡って寛正（1461-1466年）の頃の作刀もあるという説があるが、『全休庵楠系図』の説とも坂倉関正吉の息子説とも矛盾している。
また、「濃州赤坂住正利　永禄六年」の銘を切る正利があり、1563年ごろの代の正利は坂倉ではなく岐阜県大垣市赤坂町に住んでいたらしい。
赤坂は、関派や千手院派が集っていたこともある鍛冶町で、また一説に千子派の祖である初代村正が生まれたとされる地でもある。
丹羽氏次の愛槍「岩突（いわつき）」は「正利」の二字銘、とある戦（おそらく小牧・長久手の戦い）の時に敵兵を一突きしたところ甲冑を貫いて背後の岩に突き刺さったためこの号があり、その後、子孫重代の家宝となったという。『教育画報』（大正11年第14巻1号）によると、靖国神社遊就館の新館完成直後にこの槍は一時展示されていた。
「正利　大和守安定上之　寛文元年閏八月廿八日　貳ツ胴截断　山野加右衛門永久（花押）」の銘が残る刀剣があり、1661年に大和守安定が磨き上げて山野加右衛門永久が試し切りしたところ、二ツ胴裁断であった。